# Hu Binyuan
Hu Binyuan (chinesisch 胡斌渊, Pinyin Hú Bīnyuān; * 10. November 1977 in Shanghai) ist ein ehemaliger chinesischer Sportschütze. Er trat in der Disziplin Doppeltrap an.

## Erfolge
Hu Binyuan nahm an vier Olympischen Spielen teil. 2004 erzielte er in Athen in der Vorrunde 134 Punkte, womit er wie vier weitere Schützen den sechsten Rang belegte, der als letzter Platz zum Einzug ins Finale qualifizierte. Im Stechen setzte sich Hu mit einer fehlerfreien Leistung gegen alle vier Konkurrenten durch, der letzte von ihnen schied nach dem Verfehlen des zwölften Ziels aus. Im Finale belegte er mit weiteren 43 Punkten und damit 177 Gesamtpunkten den vierten Rang und verpasste so einen Medaillengewinn um einen Punkt. Bei den Olympischen Spielen 2008 in Peking zog er mit 138 Punkten als Vierter ins Finale ein, in dem er 46 Treffer erzielte. Seine 184 Punkte reichten für den dritten Rang hinter Walton Eller und Francesco D’Aniello, womit Hu die Bronzemedaille gewann. Vier Jahre darauf schied er in London in der Qualifikation mit 133 Punkten als 14. aus. Auch 2016 in Rio de Janeiro kam er nicht über die Qualifikation hinaus, wenn das Ergebnis auch wesentlich knapper war. Wie schon 2004 musste Hu ins Stechen um den sechsten Platz, in dem er dieses Mal als erster von drei Schützen ausschied und damit den achten Gesamtrang belegte.
Hu gewann 2005 in Lonato del Garda und 2011 in Belgrad im Mannschaftswettbewerb jeweils den Weltmeistertitel. 2006 in Zagreb und 2007 in Nikosia wurde er jeweils in der Einzel- und der Mannschaftskonkurrenz Vizeweltmeister, zudem belegte er nochmals 2013 in Lima und 2017 in Moskau mit der Mannschaft den zweiten Platz. Darüber hinaus gewann er zahlreiche Bronzemedaillen: 1998 in Barcelona, 1999 in Tampere, 2002 in Lahti und 2014 in Granada wurde er Dritter mit der Mannschaft, in der Einzeldisziplin gelang ihm dies 2010 in München, 2013 in Lima und 2017 in Moskau. Auf kontinentaler Ebene war Hu Binyuan ebenfalls sehr erfolgreich: 1996 in Shanghai und 2007 in Manila wurde er Asienmeister im Einzel, 1997 in Brunei Vizeasienmeister und belegte 2001 in Bangkok den dritten Platz. Bei Asienspielen gewann er 1998 in Bangkok sowohl im Einzel als auch mit der Mannschaft die Goldmedaille. Vier Jahre darauf sicherte er sich in Busan mit der Mannschaft Silber, ehe er mit ihr 2006 in Doha erneut Gold gewann. Zudem belegte er im Einzel den zweiten Rang. 2010 wiederholte er in Guangzhou den Mannschaftserfolg mit seiner dritten Goldmedaille in diesem Wettbewerb. Die Asienspiele 2014 in Incheon schloss er mit der Mannschaft auf dem zweiten Rang, während er im Einzel seine zweite Goldmedaille in dieser Disziplin gewann.
Hu Binyuan ist verheiratet und hat ein Kind.